# Relations entre l'Érythrée et l'Inde
Les relations entre l'Érythrée et l'Inde sont les relations bilatérales de l'État d'Érythrée et de la république de l'Inde. L'Érythrée a une ambassade à New Delhi. Le haut-commissariat de l'Inde à Khartoum, au Soudan, est accrédité auprès de l'Érythrée. L'Inde a également un consulat honoraire à Asmara.

## Histoire
Les relations commerciales entre l'Afrique et l'Inde remontent au Ier siècle de notre ère, lorsque le Royaume d'Aksoum a été établi dans l'actuelle Érythrée et la région du Tigré en Éthiopie. La situation stratégique d'Aksoum dans la Corne de l'Afrique, avec un accès à la mer Rouge, en faisait un lien important sur la route commerciale directe entre le sud de l'Inde et l'Empire romain. Dès le Ier siècle après J.-C., les routes commerciales entre l'Inde et l'Empire romain étaient bien établies et les relations commerciales entre les deux régions s'étaient développées de manière significative à mesure que la demande de marchandises en provenance du sud de l'Inde dans l'Empire romain augmentait. Aksoum a bénéficié d'un important point de transit sur cette route très fréquentée. La soie, les épices, le poivre, le verre, le laiton et le cuivre en provenance de l'Inde, de l'Égypte et de l'Arabie passaient par Adulis, le principal port de l'empire. Aksoum exportait principalement de l'ivoire qui était abondamment disponible au sein de leur empire. Un ambassadeur gréco-byzantin à Aksoum a rapporté au Ve siècle qu'il avait vu un troupeau de 5 000 éléphants dans la région. Un document du VIe siècle indique que de grandes défenses d'éléphants étaient transportées par bateau d'Aksoum vers l'Inde, la Perse et la Roumanie.
Le port érythréen de Massaoua est utilisé par les commerçants indiens depuis le XVIIe siècle. La 5e brigade d'infanterie de la 4e division indienne de l'armée indienne britannique a combattu en Erythrée en 1941. Elle a remporté la victoire dans la bataille décisive de Keren, pour laquelle les sapeurs du Bengale ont reçu la Croix de Victoria pour avoir déminé à Métemma.
L'Inde a officiellement reconnu l'Érythrée peu après son indépendance en mai 1993. L'Inde a offert à l'Érythrée une assistance dans son processus de rédaction législative après son indépendance. L'ancien juge en chef de l'Inde, P.N. Bhagwati (en), a dirigé un atelier sur la rédaction législative en Érythrée en janvier 1995. Les deux pays ont signé un protocole d'accord sur la coopération en matière de recherche et d'éducation agricoles en décembre 2000, et un protocole d'accord sur la coopération agricole avec le Conseil indien pour la recherche agricole en juin 2006. Un accord de coopération avec l'Université nationale ouverte Indira Gandhi a été signé par des responsables érythréens en 2010. Le premier ambassadeur érythréen en Inde a été nommé en 2003.
Alors qu'elle était membre non permanent du Conseil de sécurité des Nations unies en 2011-2012, l'Inde a présidé le Comité des sanctions du Conseil de sécurité des Nations unies contre la Somalie et l'Érythrée.
Aucune visite au niveau des chefs d'État ou de gouvernement n'a eu lieu entre les deux pays. Plusieurs ministres érythréens se sont rendus en Inde. De l'Inde, les visites de haut niveau en Érythrée ont été effectuées au niveau de ministre d'État. Le ministre d'État aux affaires extérieures, le général V.K. Singh (en), s'est rendu en Érythrée en septembre 2015 et a rencontré le président Isaias Afwerki. Le ministre érythréen des affaires étrangères, Osman Saleh, s'est rendu en Inde pour participer au troisième sommet du Forum Inde-Afrique à New Delhi en octobre 2015.
L'ambassadeur érythréen en Inde, Alem Tsesaye Woldemariam, est le doyen du corps diplomatique africain en Inde.